# Меншикова башня
Це́рковь Арха́нгела Гаврии́ла на Чи́стых пруда́х, при Почтамте (Ме́ншикова ба́шня) — православный храм в Басманном районе Москвы. Был заказан в 1707 году Александром Меншиковым и построен по проекту Ивана Зарудного.
С 1948-го принадлежит Антиохийскому подворью.

## История

### Строительство

Реконструкция первоначального вида башни, выполненная Карлом Лопяло

Деревянная церковь во имя Архангела Гавриила на Поганых прудах впервые упоминается в переписи 1551 года. К 1657-му она была перестроена в камне, а через два года расширена.
В 1699 году Александр Меншиков купил у Дмитриевых-Мамоновых двор в соседнем квартале на Мясницкой улице за две тысячи рублей на месте нынешнего Центрального почтамта и церковь Архангела Гавриила, стоявшая на границе этих земель, стала домовой церковью его семьи. Постепенно он расширил свои владения, и в 1701-м храм был обновлён. 
Однако через три года Меншиков решил построить новую церковь на месте старой. Причиной обновления послужила икона Богоматери, привезённая им из Полоцка. Считалось, что она была написана евангелистом Лукой, что подтверждала надпись на образе. По его приказу были также очищены Поганые пруды, в которые сбрасывались отходы из близлежащих мясных лавок и боен, после чего их переименовали в Чистые.
Храм строился с 1704 по 1707 год и был выполнен в стиле нарышкинского барокко. Возводила постройку артель каменотёсов из Костромы и Ярославля под руководством архитектора Ивана Зарудного. В проектировании церкви также участвовали Доменико Трезини, Г. Пандо и Б. Скала. Внутри церковь была украшена работами швейцарского скульптора Франческо Фонтана. В народе церковь прозвали Меншиковой башней, «сестрой колокольни Ивана Великого». 
Башня стала самым высоким зданием в Москве. Её высота достигла 84 метров, что было на 3 метра выше Ивановской колокольни. Церковь первоначально имела пять каменных уровней: неф, квадратную башню, три нижних восьмиугольных яруса, а также два верхних восьмиугольника, сделанных из дерева. Верх башни украшал 30-метровый шпиль, увенчанный фигурой ангела с крестом в руке. 
В 1708 году в башню установили часы с курантами из Англии и подвесили 50 колоколов.

### XVIII—XIX века

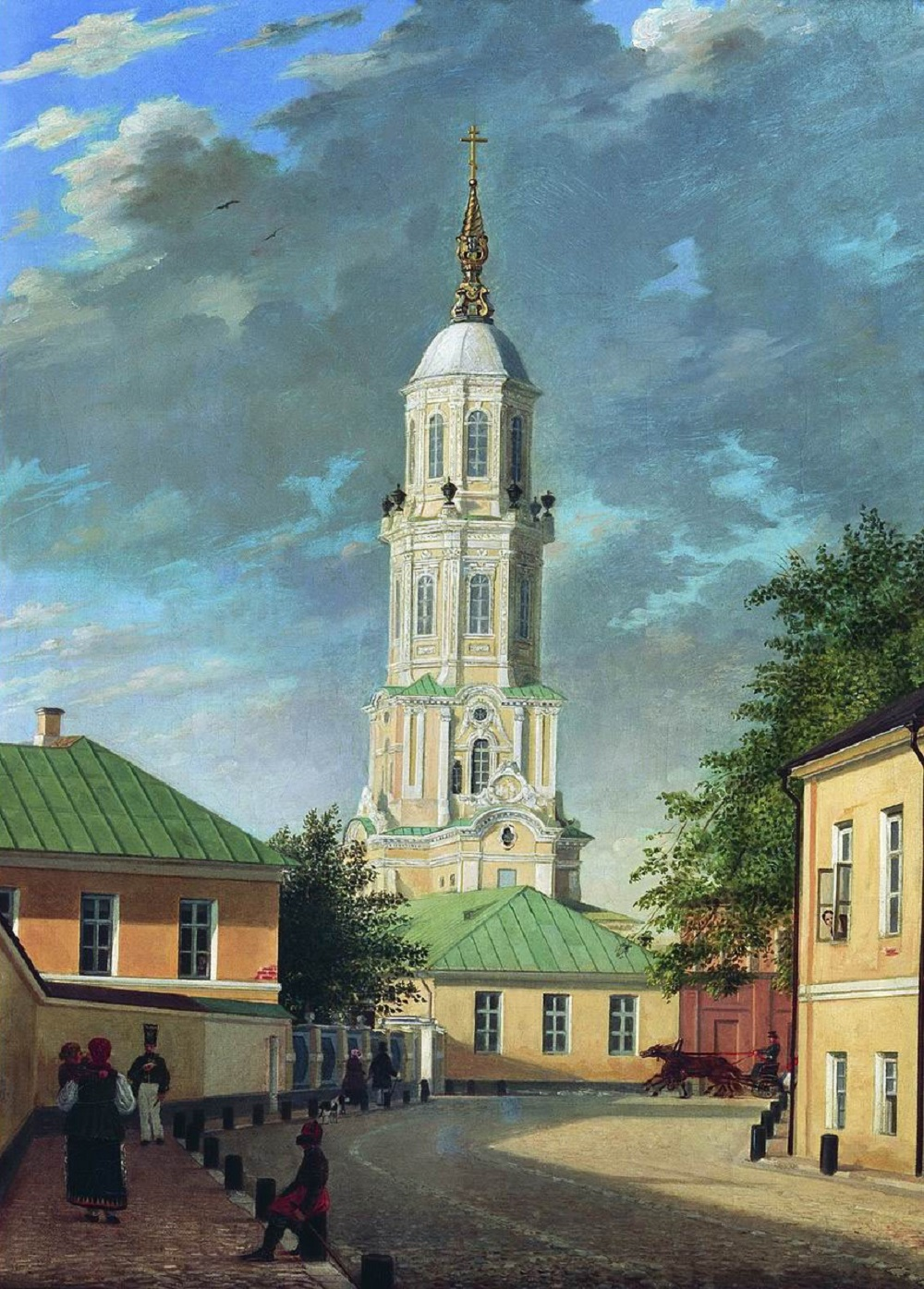
К.-Ф. П. Бодри. Москва. Кривоколенный переулок, 1843

В 1710 году Меншиков был назначен губернатором Санкт-Петербурга и уехал из Москвы, забрав с собой большинство мастеров. Через год он начал строительство Ораниенбаумского дворца и так и не закончил работы над башней. Зарудный писал князю о медленном разрушении башни и настаивал на продолжении строительства. Вскоре частная ложа Меншикова в церкви была переделана в придел преподобного Сергия Радонежского.
14 июня 1723 года во время похорон священника Василия Андреева в шпиль ударила молния и начался пожар, продолжавшийся несколько часов и уничтоживший деревянные перекрытия верхнего яруса. Колокола обрушились и проломили своды церкви, придавив людей, находившихся в помещении. Удалось спасти икону Божией матери, которую после пожара перенесли в придел Введения Пресвятой Богородицы одноимённого храма в селе Семёновском. В 1726-м её перевезли в Петербург, где она пропала после ссылки Меншикова по обвинению в злоупотреблениях властью и казнокрадстве.

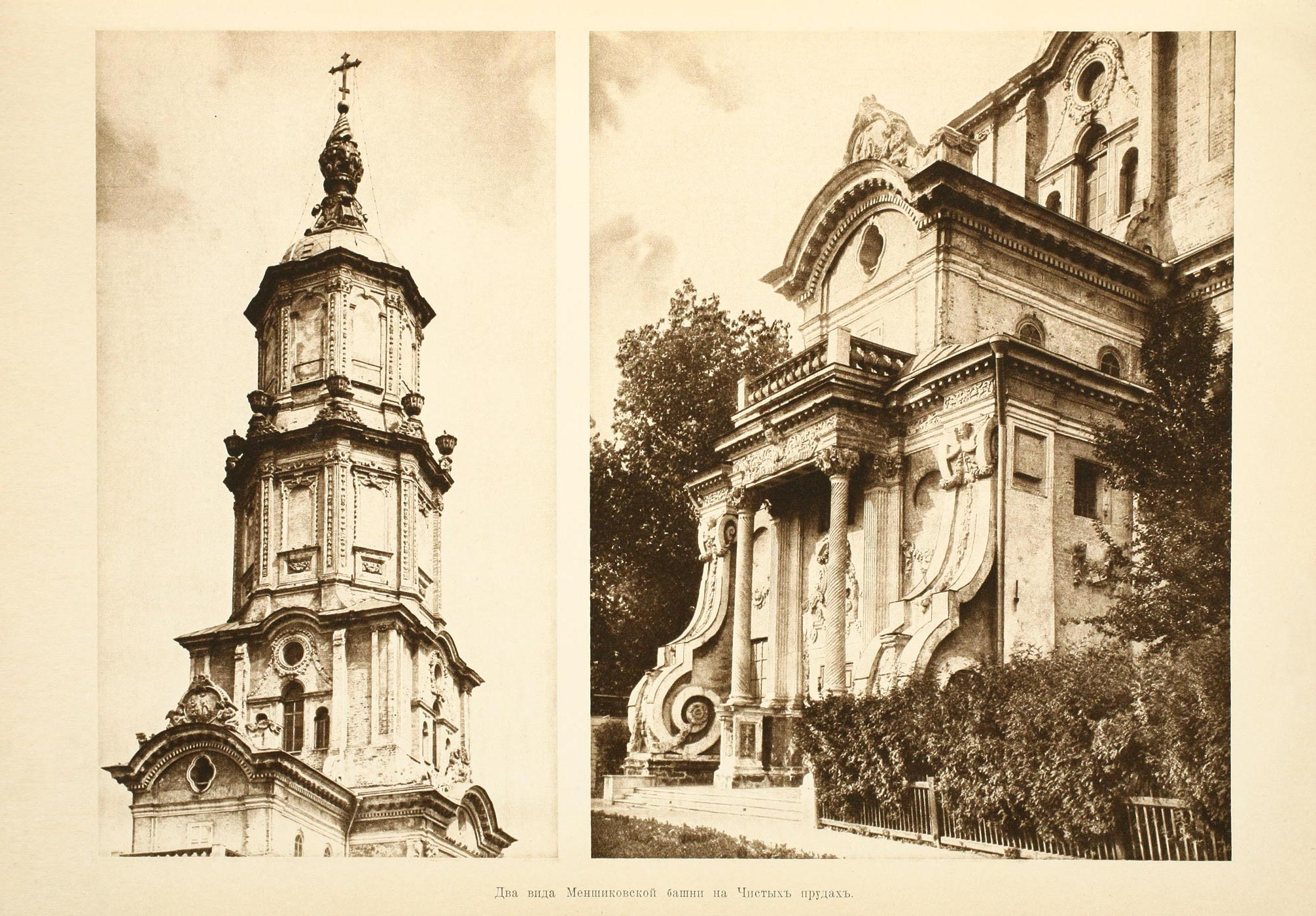
Меншикова башня в 1900-е годы

Полвека служба совершалась только в малых приделах — на хорах и в трапезной. Восстановление церкви началось в 1773 году на средства масона Гавриила Измайлова. Вместо верхнего яруса сделали новый купол в стиле барокко, окна сводов замостили кирпичом. Вазы по углам первого восьмиугольника заменили собой утраченные статуи. Шпиль и скульптура ангела так и не были восстановлены. Стены храма украсили масонскими символами и надписями. По преданию, в верхнем помещении столпа происходили собрания масонской ложи «вольных каменщиков». Церковь Архангела Гавриила неоднократно упоминается в романе Алексея Писемского «Масоны»: 

Храм своими колоннами, выступами, вазами, стоявшими у подножия верхнего яруса, напоминал скорее башню, чем православную церковь, — на куполе его, впрочем, высился крест; наружные стены храма были покрыты лепными изображениями с таковыми же лепными надписями на славянском языке: с западной стороны, например, под щитом, изображающим благовещение, значилось: «Дом мой — дом молитвы»…

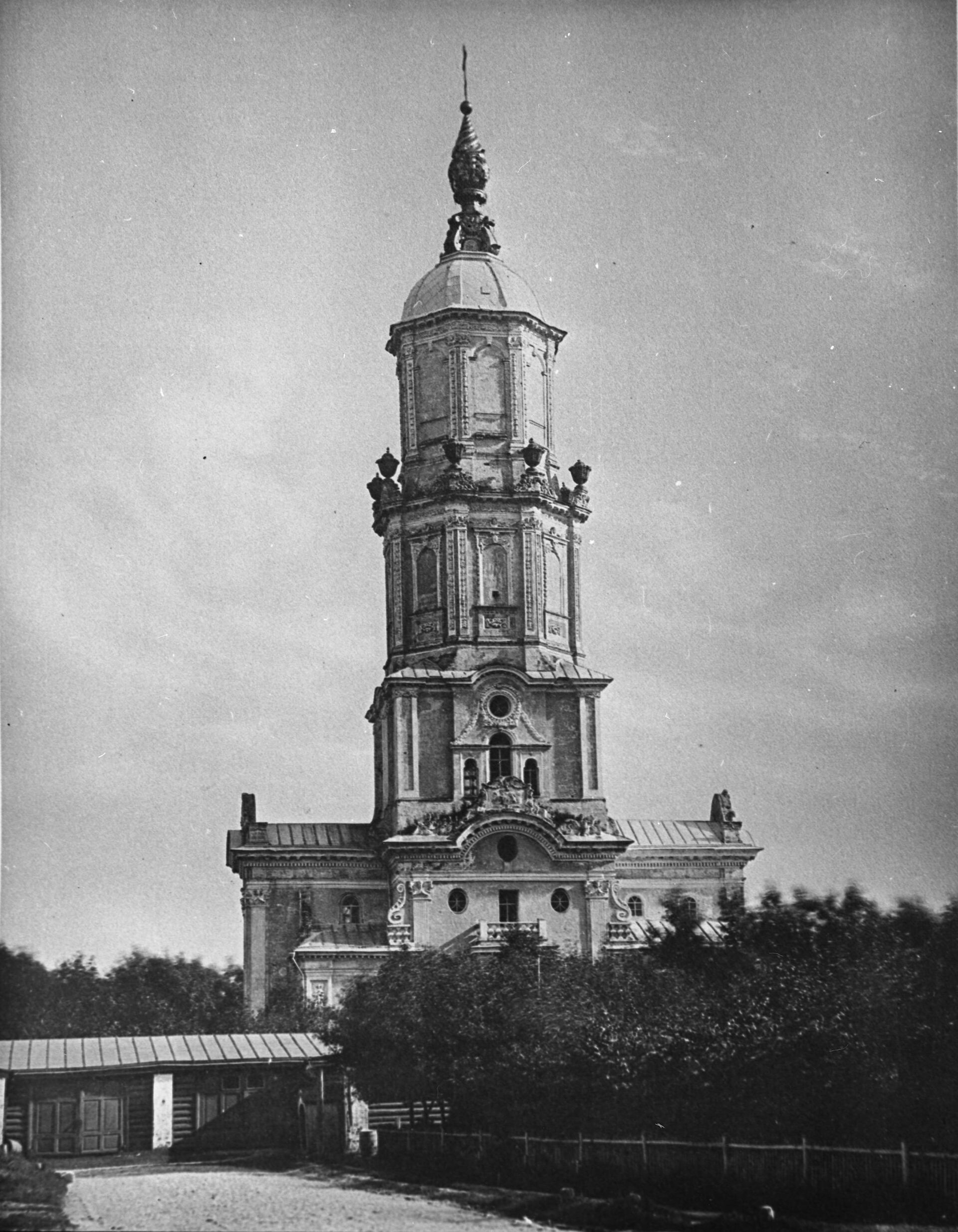
Меншикова башня в 1881 году. Позднее церковь со всех сторон окружили зданиями

Церковь работала только летом и использовалась как колокольня, а в остальное время службы проходили в церкви Феодора Стратилата, которая была пристроена к башне в 1806 году благодаря директору Почтамта Фёдору Ключарёву.
В изданной в 1888-м книге «Москва съ ея святынями и священными достопримѣчательностями» сказано: 

В 1806 к церкви Архангела Гавриила была пристроена колокольня с приделом во имя Феодора Стратилата. В настоящее время только в этом приделе и совершается богослужение. Архангельская же церковь остаётся только как памятник времён Императора Петра.
В 1821-м башню передали почтовому ведомству и переименовали в церковь Архангела Гавриила при Почтамте. 
На церковные расходы ведомство выделило 2600 рублей в год серебром. 
В 1838—1840 годах башню отремонтировали. В 1852-м митрополит Филарет приказал уничтожить масонские знаки. Однако из-за нехватки средств они были стёрты только через десять лет. В 1872 году Почтамт прекратил финансирование церкви, посчитав излишней роскошью её содержание. После этого она стала приходской.

### XX век
В 1928 году работники Московского почтамта написали письмо в Моссовет о ветхом состоянии башни: 

Само здание приходит в ветхость и никем не ремонтируется, как исторической ценности не представляет, никто её не осматривает и существованием её не интересуется, а между тем она занимает довольно значительную площадь во дворе Почтамта, которая в связи с механизацией крайне необходима для него. Ввиду сего Почтамт просит Президиум Моссовета о закрытии церкви и о предоставлении помещения для нужд Почтамта и, если возможно, дать разрешение к сносу её.
 Через два года после этого церковь закрыли.
В 1941 году башню повредила вражеская авиация. Через четыре года состоялся Поместный собор Русской православной церкви, во время которого патриархом Александром III и патриархом Московским Алексием I было решено возобновить деятельность Антиохийского подворья. Для этого в начале 1948-го Московской патриархии передали храмы во имя Архангела Гавриила и во имя великомученика Феодора Стратилата. 
Открытие подворья состоялось 17 июля того же года по завершении Совещания глав и представителей автокефальных Православных церквей. Через год башню отреставрировали, восстановив главы из подлинных сохранившихся деталей. Работы проводились под руководством специалистов отдела государственной охраны памятников архитектуры Москвы.
С 1977 года церковь Архангела Гавриила возглавляет митрополит Нифон (Сайкали). После уничтожения в 1964 году храма Спаса Преображения на Преображенской площади его иконостас перенесли в Меншикову башню, а старый иконостас через четыре года передали в Свято-Успенский собор Махачкалы, где он находился до 2000-го.

### Священники
- Василий Андреев (ум. 1723)
- Василий Петров (ок. 1740—1812) — минимум с 1795[23] до 1812 года[24]
- Федор Иоаннов Стогов (ок. 1771-?) - с 1812 года[24] минимум до 1850[25][26]
- Георгий Семенов Розанов (1825—1881) — с 1873[27]
- Александр Николаев Потапов (1862/1863-1829?) — с 1886 по 1890[28]
- митрополит Нифон (Сайкали) — с 1977

## Архитектура
Меншикова башня выполнена в европейском стиле. Её стены оформлены в классическом ордере и декорированы белокаменной лепниной, скульптурами, гирляндами из цветов и фруктов. Главный вход украшают массивные волюты.
При реставрации башни после пожара её расписали изречениями: «Дом Мой — дом молитвы», «Аз есмь путь к истине и живот», «Путь заповедей Твоих текох, егда расширил еси сердце мое» и другими. Под куполом находилось Всевидящее Око, на южной стене между двумя окнами — Святая Чаша с надписью «Redemptio mundi», что значит «искупление мира». Внутри алтаря был изображён орёл, смотрящий на солнце, у жертвенника — лавровое дерево, а справа от него — лилия. Изображения и надписи были уничтожены в 1862 году.
В основании волют сохранились остатки балюстрад, прежде венчавших угловые части нижнего яруса. Над входом находятся рельефные изображения Архангелов Гавриила и Михаила, а над западным входом — композиция «Вознесение Христово». Между рядами окон располагаются скульптурные вставки: атрибуты христианства и надписи в картушах. Оригинальной скульптурной отделки практически не сохранилось, современный декор состоит в основном из цементных копий.
Основная часть интерьера внутри башни осталась такой, какой она была при строительстве. Обходные галереи, балкон над иконостасом и выступы ложи задают многоплановость организации пространства. Стены украшают сюжетная живопись, карнизы и картуши с изображениями херувимов. В трапезной находятся кариатиды галереи и горельефные ангелы над картушами.

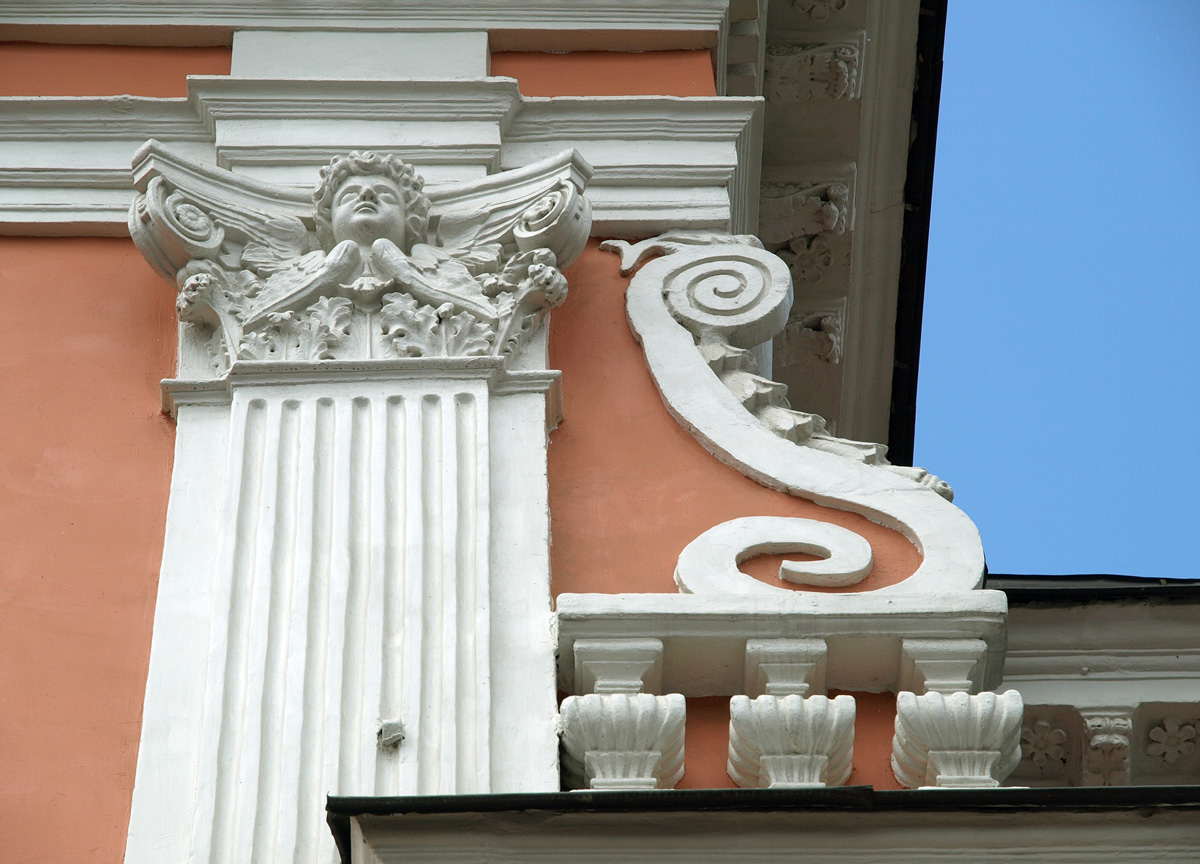
Скульптура ангела, 2008
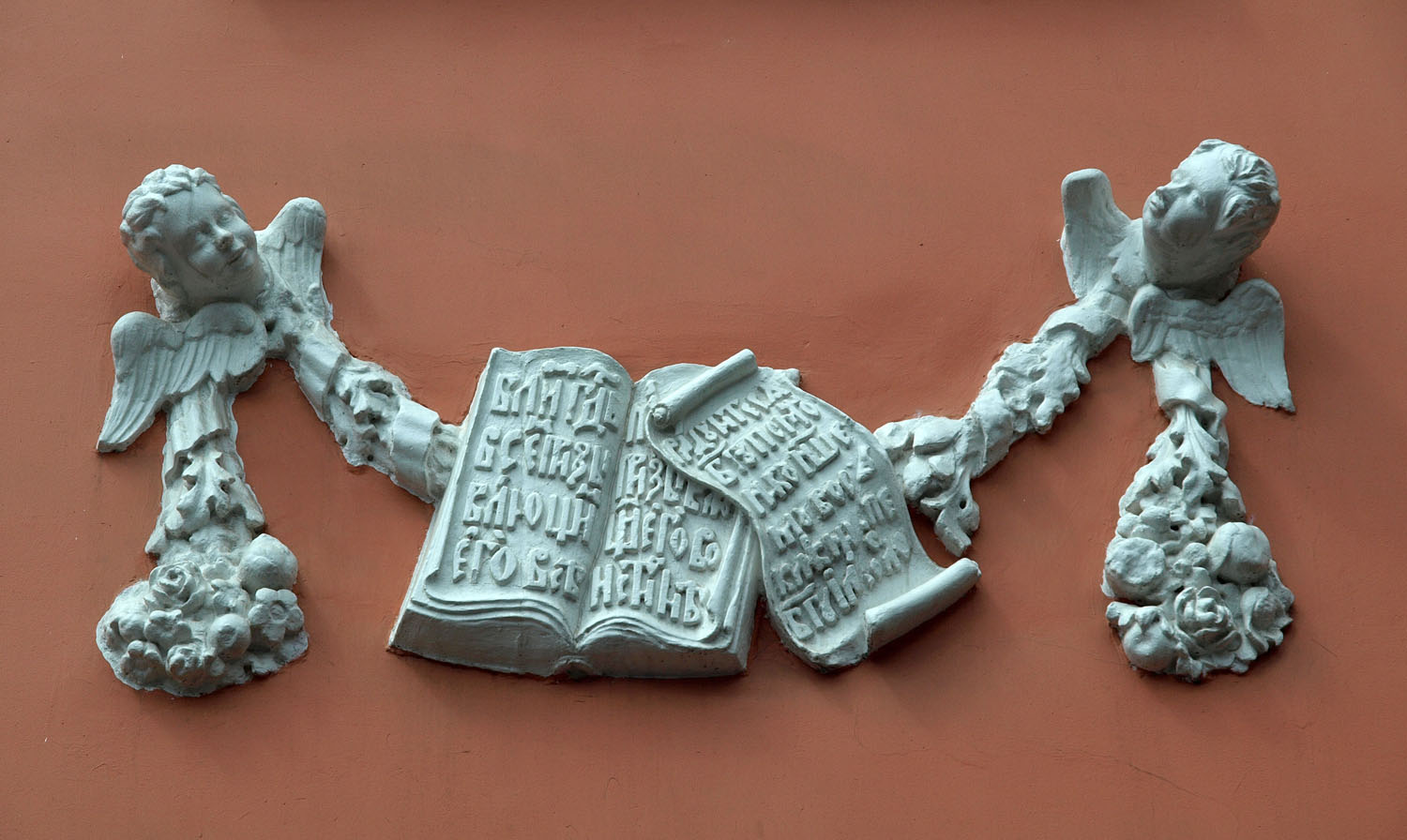
Деталь наружного декора, 2008
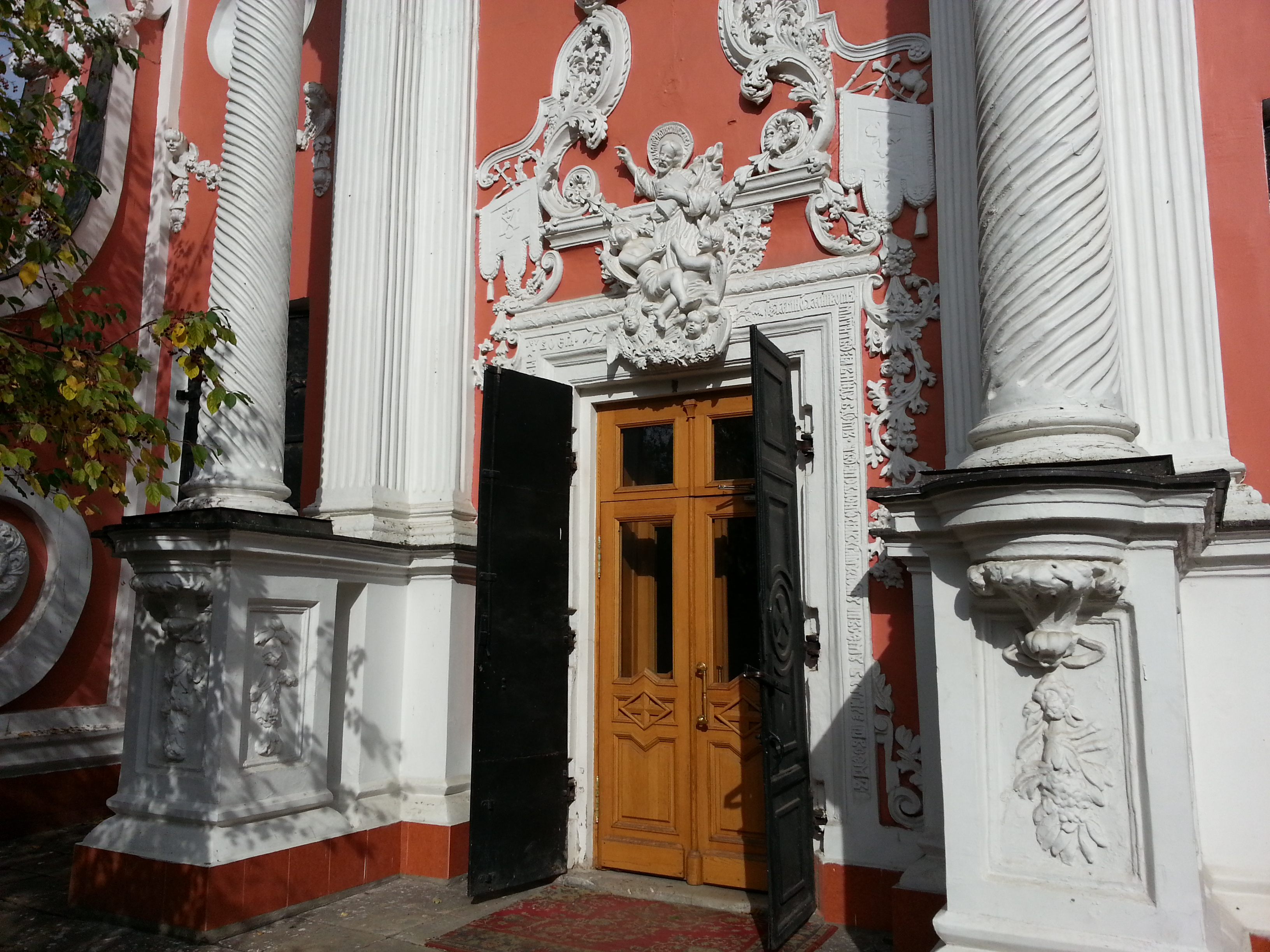
Оформление парадного западного входа в церковь, 2013
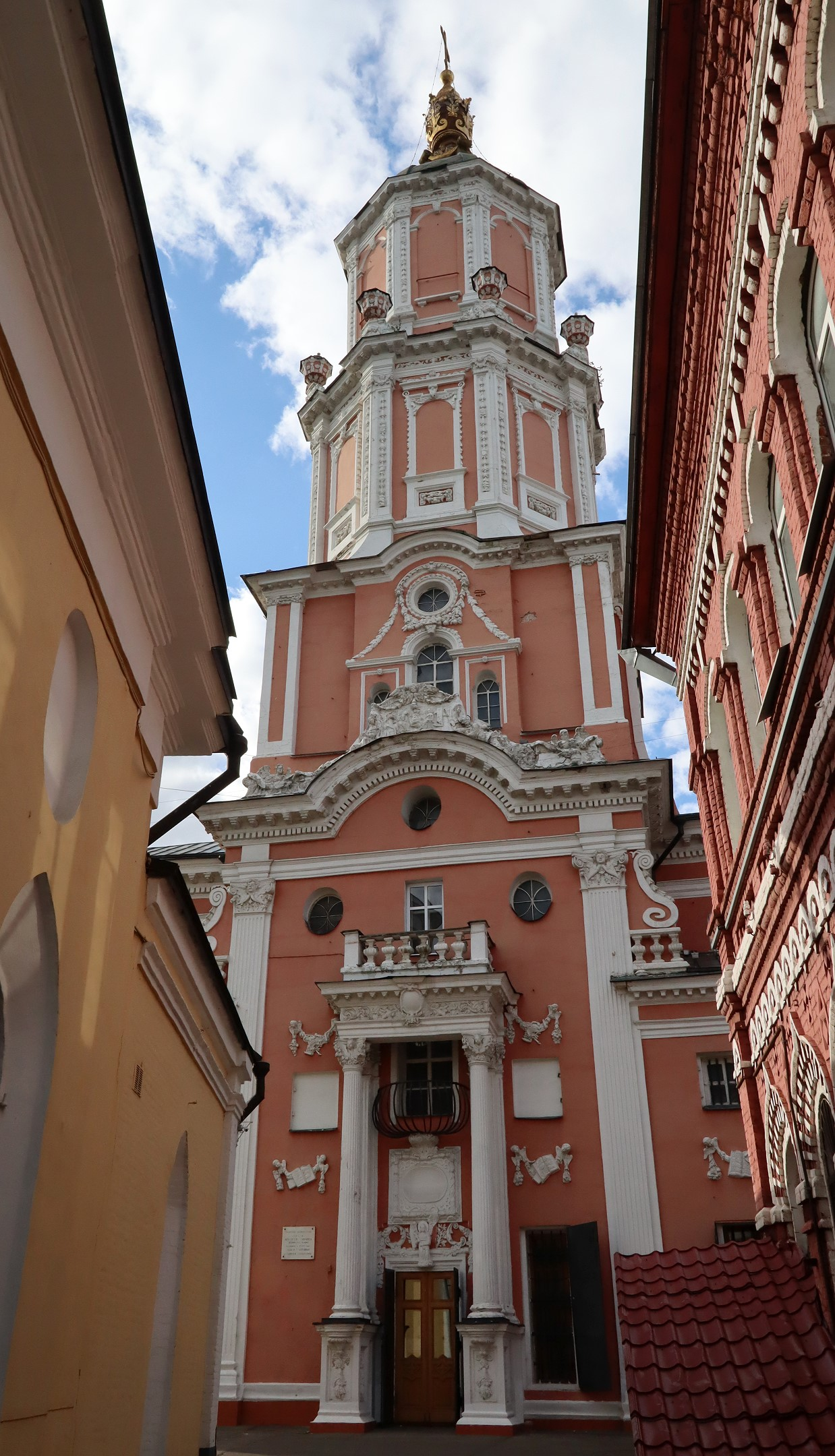
Южная сторона башни с входом, 2022